# Lac Gabriel
Lac Gabriel är en sjö i Kanada.   Den ligger i regionen Nord-du-Québec och provinsen Québec, i den östra delen av landet, 400 km norr om huvudstaden Ottawa. Lac Gabriel ligger 386 meter över havet. Arean är 27,3 kvadratkilometer. Den sträcker sig 16,4 kilometer i nord-sydlig riktning, och 6,0 kilometer i öst-västlig riktning.
Sjön är källa för floden Rivière Opawica.
Trakten runt Lac Gabriel är nära nog obefolkad, med mindre än två invånare per kvadratkilometer.